# Wendell Mitchell Latimer
Wendell Mitchell Latimer (Garnett, Kansas, 22 d'abril de 1893 - 6 de juliol de 1955) fou un important químic estatunidenc conegut per la seva descripció dels estats d'oxidació publicada al seu llibre “The Oxidation States of the Elements and Their Potentials in Aqueous Solution" (ASINB000GRXLSA, 1938).
Va fer el doctorat amb George Ernest Gibson a la Universitat de Califòrnia a Berkeley.

## Descobriment del triti
L'any 1933 Latimer, utilitzat l'efecte Allison recentment desenvolupat, va poder descobrir el triti. Gilbert N. Lewis va apostar en contra del seu descobriment, i va haver de pagar quan Latimer li va mostrar les seves dades. No obstant això, el mateix any l'efecte Allison va ser desacreditat als ulls de la comunitat científica, i el descobriment de triti s'atribueix a Ernest Rutherford en 1934. Latimer va explicar anys més tard que havien estat incapaços de reproduir els seus resultats, i que ni tan sols podia trobar on s'havia equivocat. Els fets van ser citats per Irving Langmuir 1953 en el seu discurs sobre la ciència patològica.

## Guardons
Latimer va rebre molts premis i honors durant la seva vida incloent ser membre de l'Acadèmia Nacional de Ciències, i la presidència de la Secció de Química de 1947 a 1950; el Premi al Servei Distingit de la seva alma mater, la Universitat de Kansas, el 1948; el Certificat de Mèrit del President, el 1948; la Faculty Research Lecture el 1953, un honor que el Senat Acadèmic de la Universitat de Califòrnia atorga anualment a un dels seus membres; la medalla William H. Nichols de la Secció de Nova York de la Societat Americana de Química, el 1955 amb una citació pels seus "estudis pioners sobre la termodinàmica d'electròlits, especialment les entropies d'ions en solucions aquoses".